# Ibn Sakran
Ibn Sakran (arab. ابن سكران; fr. Bensekrane)  – jedna z 53 gmin w prowincji Tilimsan, w Algierii, znajdująca się w północnej części prowincji, około 23 km na północ od Tilimsan. W 2008 roku gminę zamieszkiwało 13845 osób. Numer statystyczny gminy w Office National des Statistiques d'Algérie to 1324.